# Olios baulnyi
Olios baulnyi är en spindelart som först beskrevs av Simon 1874.  Olios baulnyi ingår i släktet Olios och familjen jättekrabbspindlar. Inga underarter finns listade i Catalogue of Life.